# TV Jalalabad
A TV Jalalabad é uma emissora de televisão afegã com sede em Jalalabad, província do Jalalabad, no leste do Afeganistão.

## História
A TV Jalalabad entrou no ar em dezembro de 2001, tornando-se a primeira emissora de TV na região.